# Лукерьинский сельский округ
Лукерьинский сельский округ — упразднённая административно-территориальная единица, существовавшая на территории Коломенского района Московской области в 1994—2003 годах.
Лукерьинский сельсовет был образован в первые годы советской власти. По данным 1922 года он входил в состав Сандыревской волости Коломенского уезда Московской губернии.
В 1926 году Лукерьинский с/с включал деревни Леонтьево и Лукерьино, а также хутор Лукерьинский.
В 1929 году Лукерьинский с/с был отнесён к Коломенскому району Коломенского округа Московской области. При этом к нему был присоединён Хорошевский с/с.
14 июня 1954 года к Лукерьинскому с/с были присоединены Андреевский и Лысцевский с/с.
22 июня 1954 года из Лукерьинского с/с в Федосьинский был передан посёлок 1-го отделения совхоза «Проводник».
1 февраля 1963 года Колменский район был упразднён и Лукерьинский с/с вошёл в Коломенский сельский район. 11 января 1965 года Лукерьинский с/с был возвращён в восстановленный Коломенский район.
30 мая 1978 года в Лукерьинском с/с было упразднено селение Ляхово.
23 июня 1988 года в Лукерьинском с/с были упразднены деревня Леонтьево и посёлок Дача Анино.
3 февраля 1994 года Лукерьинский с/с был преобразован в Лукерьинский сельский округ.
23 сентября 2003 года Лукерьинский с/о был упразднён, а его территория включена в Федосьинский сельский округ.